# Edward Digby (6e baron Digby)
Edward Digby, 6e baron Digby (5 juillet 1730 - 30 novembre 1757), est un pair britannique et député.

## Biographie

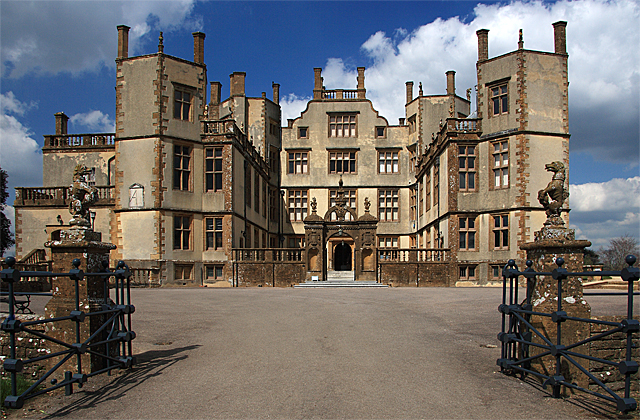
Château de Sherborne, Dorset

Digby est le fils d'Edward Digby, fils de William Digby (5e baron Digby). Sa mère est Charlotte Fox, fille de Stephen Fox et sœur de Henry Fox (1er baron Holland).
Il est un proche des Foxes et, à partir de 1744, assiste régulièrement à leur chasse annuelle dans le Wiltshire. Le 13 juin 1751, il est élu à Malmesbury sous le patronage d'Henry Fox après la mort de James Douglas. À cette époque, il est nommé palefrenier de la chambre à coucher de George, prince de Galles. Le 27 novembre 1752, il succède à son grand-père William comme baron Digby, une pairie irlandaise qui ne l'oblige pas à quitter son siège aux Communes. Il démissionne de son poste de la chambre du roi en 1753 quand il hérite du château de Sherborne dans le Dorset.
Digby a l'intention de se présenter dans le Dorset, où il possède de grands domaines, lors des élections générales suivantes et demande le soutien du duc de Newcastle, mais lorsque George Trenchard le nomme à l'assemblée du comté des gentlemen en août 1753, il n'y a aucun enthousiasme pour sa candidature et il abandonne le projet. Au lieu de cela, Fox le fait réélire pour Wells lors des élections de 1754 par le patronage commun de Charles Tudway.
Comme il convient à une relation de Fox, Digby est un whig, mais s'intéresse relativement peu à la politique. Sa santé est mauvaise et il espère obtenir une pairie supérieure, soit un titre britannique, soit un comté irlandais, un objectif laissé en suspens. En 1756, il est opéré pour des calculs rénaux par le Dr Adair Hawkins. Il survit à l'opération, mais la blessure est lente à guérir et il reste invalide jusqu'à sa mort le 30 novembre 1757.
Digby est connu pour ses actes de grande bienveillance. En particulier, il est connu pour visiter la prison des débiteurs de Marshalsea au moins deux fois par an, à Noël et à Pâques, et à chaque fois obtenir la libération d'un certain nombre de prisonniers en remboursant leurs dettes. Il emmène ensuite les individus nouvellement libérés à George Inn à Borough pour le dîner.
Digby ne s'est jamais marié et est remplacé dans la baronnie par son frère cadet Henry, qui est créé comte Digby en 1790.